# Hunt Field

i7
i11
i13
Hunt Field (ICAO-Code KLND) ist der Flughafen der Kleinstadt Lander im US-Bundesstaat Wyoming. 
Der Flugplatz verfügt über eine 1526 m lange und 30,5 m breite, asphaltierte Start- und Landebahn. Durchschnittlich gibt es dort pro Tag 30 Flugbewegungen – hauptsächlich kleinere Motorflugzeuge. Der Flugplatz wurde im November 1937 eröffnet. Hunt Field ist im Besitz der Stadt Lander und befindet sich rund 1,5 km südlich des Stadtzentrums.
In der Nähe des Flugplatzes entspringt der Smith Creek.